# The World and the Woman (film 1914)
The World and the Woman è un cortometraggio muto del 1914 diretto da Travers Vale. Prodotto dalla Biograph, aveva come interpreti George Morgan e Louise Vale.

## Produzione
Il film fu prodotto dalla Biograph Company.

## Distribuzione
Distribuito dalla General Film Company, il film - un cortometraggio in una bobina - uscì nelle sale cinematografiche statunitensi il 20 luglio 1914.
Non si conoscono copie ancora esistenti della pellicola che viene considerata presumibilmente perduta.